# Anna-Greta Hybbinette
Anna-Greta Hybbinette, född 31 oktober 1914, död 2000, var en svensk direktör och feminist. 
Hybbinette, som var fil. lic., var anställd vid Bolidens gruvor 1937–1956 och därefter direktör för Statens institutet för konsumentfrågor 1957–1962. Hon var ordförande för Fredrika Bremer-förbundet 1961–1967.